# Hieronim Przepiliński
Hieronim Przepiliński (n. 30 septembrie 1872, Soroca, gubernia Basarabia, Imperiul Rus – d. 10 iulie 1923, Munții Tatra, Polonia) a fost un profesor și militar (colonel) polonez.

## Biografie
S-a născut în orașul Soroca din același ținut, Basarabia, Imperiul Rus (actualmente în Republica Moldova). A fost șef al școlilor poloneze din Sokal, Kańczuga, Bohorodczany și Komarno, iar din 1910 șeful Școlii private din Cieszyn. În 1912 a co-fondat primele echipe de cercetași masculină și feminină în același oraș. A fost, de asemenea, președintele cuibului Societății de gimnastică „Sokół” din Cieszyn.
În august 1914, a organizat și apoi a comandat Legiunea Silezia (Legion Śląski) în cadrul Armatei Austro-Ungare. Inițial, în Legiunile Poloneze a servit ca ofițer de aprovizionare al Regimentului 3 Infanterie, ulterior, a fost promovat la gradul de: sublocotenent (16 octombrie 1914), locotenent (11 noiembrie 1914) și căpitan de rezervă (1 iulie 1916).
În 1918 a fost internat de autoritățile austriece în Sighetu Marmației și acuzat în procesul foștilor legionari polonezi.
Din 1918 a slujit în armata poloneză. La 1 iunie 1921, a devenit membrul Comandamentului general al districtului general „Pomorze”. La 3 mai 1922, a fost ridicat la gradul de colonel.
A murit tragic într-un accident de autobuz în Munții Tatra. A fost înmormântat la cimitirul Garnizoanei din Toruń. În 1934 una dintre străzile din Cieszyn a fost numită după militar.

## Distincții
- Ordinul Virtuti Militari
- distincția Crucea Vitejilor (Krzyż Walecznych), de patru ori